# Mr. Big (banda)
Mr. Big é uma banda de hard rock norte-americana, formada em 1988 tendo como alguns dos sucessos "Addicted To That Rush", "To Be With You", "Green-Tinted Sixties Mind", "Shine" e "Wild World".

## História
A banda Mr. Big começou em 1988 como um quarteto integrando Paul Gilbert (guitarra), Billy Sheehan (baixo), Eric Martin (vocal) e Pat Torpey (bateria). Todos os membros eram considerados, principalmente por colegas músicos e críticos, extremamente habilidosos e com um talento acima da média em seus respectivos instrumentos. Também experientes, Martin cantava desde os 10 anos e, mais tarde, fora líder da Eric Martin Band; Gilbert tocava desde os 9 e havia sido guitarrista da banda Racer X; Sheehan liderara o Talas, tocara na UFO e na banda solo do vocalista David Lee Roth; já Pat tocara com Robert Plant, John Parr e Belinda Carlisle.
O resultado desta união veio logo no primeiro ano, com o lançamento do álbum Mr.Big, pela Atlantic Records. O sucesso chegou cedo com as canções “Big Love” e “Addicted to That Rush”.
No ano seguinte, o grupo saiu em turnê e na volta, já começou a preparar o novo álbum, Lean Into It. As canções “Lucky This Time”, “Green-Tinted Sixties Mind” e “To Be With You” geraram grande repercussão e sucesso junto ao público. Esta última chegara, inclusive, ao topo das paradas em 1991. Dois anos depois chegava às lojas o terceiro disco, “Bump Ahead”. A turnê foi mundial e incluiu o Brasil, onde a banda tocou para 100 mil pessoas no festival M2000 Summer Concerts, junto com as bandas Rollins Band e os brasileiros do Dr. Sin e Raimundos. Este show foi considerado por Paul Gilbert como o mais importante de sua carreira.

### Presença em trilhas sonoras
No Brasil, a banda teve duas canções presentes em trilhas sonoras. A primeira foi "Just Take My Heart" que foi incluída na trilha sonora internacional da novela da Rede Globo, "Despedida de Solteiro", em 1992. A outra canção foi "Wild World", que esteve incluída em duas trilhas sonoras internacionais, "Sonho Meu" de 1993, exibida pela Rede Globo e "Confissões de Adolescente" de 1994, exibido pela TV Cultura de São Paulo.

## Formação
- Eric Martin - vocal (1988-2002, 2009-presente)
- Billy Sheehan - baixo e backing vocals(1988-2002, 2009-presente)
- Paul Gilbert - guitarra e backing vocals(1988-1997, 2009-presente)

### Membros de Turnê
- Nick D'Virgilio - bateria e backing vocals (2023 - presente)

- Matt Starr - bateria e backing vocals(2014-2018)

### Ex-membros
- Pat Torpey (falecido)- bateria e backing vocals(1988-2002, 2009-2018)[5]
- Richie Kotzen - guitarra, vocal e backing vocals(1997-2002)

## Discografia

### Álbuns de estúdio
| 1989                                                                                       | Mr. Big                      | 46 | 22 | 60  | Ouro (JP)        |
| 1991                                                                                       | Lean into It                 | 15 | 6  | 28  | Platina (US, JP) |
| 1993                                                                                       | Bump Ahead                   | 82 | 4  | 61  | Platina (JP)     |
| 1996                                                                                       | Hey Man                      | -  | 1  | -   | Ouro (JP)        |
| 2000                                                                                       | Get Over It                  | -  | 5  | -   | Ouro (JP)        |
| 2001                                                                                       | Actual Size                  | -  | 5  | -   | -                |
| 2011                                                                                       | What If...                   | -  | 7  | 117 | -                |
| 2014                                                                                       | ...The Stories We Could Tell | -  | -  | -   | -                |
| 2017                                                                                       | Defying Gravity              | -  | -  | -   | -                |
| "—"denota um lançamento que não entrou na parada musical, ou não foi lançado naquele país. |                              |    |    |     |                  |

### Álbuns ao vivo
| 1990                                                                                       | Raw Like Sushi                                      | 32 | —            |
| 1992                                                                                       | Mr. Big Live (ao vivo em São Francisco)             | 45 | —            |
| 1992                                                                                       | Raw Like Sushi II                                   | 8  | Ouro (JP)    |
| 1994                                                                                       | Japandemonium: Raw Like Sushi 3                     | 11 | Platina (JP) |
| 1996                                                                                       | Channel V at the Hard Rock Live                     | 32 | —            |
| 1997                                                                                       | Live at Budokan                                     | 20 | —            |
| 2002                                                                                       | In Japan                                            | 12 | —            |
| 2009                                                                                       | Back to Budokan                                     | 50 | —            |
| 2011                                                                                       | Live from the Living Room                           | —  | —            |
| 2012                                                                                       | Raw Like Sushi 100: Live in Japan 100th Anniversary | —  | —            |
| 2015                                                                                       | Raw Like Sushi 114                                  | —  | —            |
| 2015                                                                                       | R.L.S. 113 Sendai                                   | —  | —            |
| "—"denota um lançamento que não entrou na parada musical, ou não foi lançado naquele país. |                                                     |    |              |

### Singles
| 1989                                                      | "Addicted to That Rush"                                       | —  | —  | —  | —  | —  | —  | —  | —  | —  | —  | —  |                                                   | Mr. Big                            |
| 1989                                                      | "Wind Me Up"                                                  | —  | —  | —  | —  | —  | —  | —  | —  | —  | —  | —  |                                                   | Mr. Big                            |
| 1991                                                      | "Daddy, Brother, Lover, Little Boy (The Electric Drill Song)" | —  | —  | —  | —  | —  | —  | —  | —  | —  | —  | —  |                                                   | Lean into It                       |
| 1991                                                      | "Green-Tinted Sixties Mind"                                   | —  | —  | —  | —  | —  | —  | —  | —  | —  | —  | 72 |                                                   | Lean into It                       |
| 1992                                                      | "To Be with You"                                              | 1  | 1  | 1  | 1  | 1  | 2  | 1  | 1  | 1  | 1  | 3  | - AUS: Platina - GER: Ouro - NED: Ouro - US: Ouro | Lean into It                       |
| 1992                                                      | "Just Take My Heart"                                          | 16 | 27 | 26 | 16 | 29 | 18 | 17 | 40 | 20 | 35 | 26 |                                                   | Lean into It                       |
| 1993                                                      | "Wild World"                                                  | 27 | 53 | 24 | 9  | 24 | —  | 11 | 39 | 7  | 10 | 59 |                                                   | Bump Ahead                         |
| 1994                                                      | "Ain't Seen Love Like That"                                   | 83 | —  | —  | 35 | —  | —  | —  | —  | —  | —  | —  |                                                   | Bump Ahead                         |
| 1994                                                      | "Nothing but Love"                                            | —  | —  | —  | —  | —  | —  | —  | —  | —  | —  | —  |                                                   | Bump Ahead                         |
| 1996                                                      | "Goin' Where the Wind Blows"                                  | —  | —  | —  | —  | —  | —  | —  | —  | —  | —  | —  |                                                   | Hey Man                            |
| 1996                                                      | "Take Cover"                                                  | —  | —  | —  | —  | —  | —  | —  | —  | —  | —  | —  |                                                   | Hey Man                            |
| 1996                                                      | "Stay Together"                                               | —  | —  | —  | —  | —  | —  | —  | —  | —  | —  | —  |                                                   | Big Bigger Biggest: Greatest Hits  |
| 1997                                                      | "Not One Night"                                               | —  | —  | —  | —  | —  | —  | —  | —  | —  | —  | —  |                                                   | Big Bigger Biggest: Greatest Hits  |
| 1999                                                      | "Superfantastic"                                              | —  | —  | —  | —  | —  | —  | —  | —  | —  | —  | —  |                                                   | Get Over It                        |
| 2000                                                      | "Static"                                                      | —  | —  | —  | —  | —  | —  | —  | —  | —  | —  | —  |                                                   | Get Over It                        |
| 2000                                                      | "Where Are They Now"                                          | —  | —  | —  | —  | —  | —  | —  | —  | —  | —  | —  |                                                   | Deep Cuts: The Best of the Ballads |
| 2001                                                      | "Shine"                                                       | —  | —  | —  | —  | —  | —  | —  | —  | —  | —  | —  |                                                   | Actual Size                        |
| 2001                                                      | "Arrow"                                                       | —  | —  | —  | —  | —  | —  | —  | —  | —  | —  | —  |                                                   | Actual Size                        |
| 2010                                                      | "Undertow"                                                    | —  | —  | —  | —  | —  | —  | —  | —  | —  | —  | —  |                                                   | What If...                         |
| 2011                                                      | "All the Way Up"                                              | —  | —  | —  | —  | —  | —  | —  | —  | —  | —  | —  |                                                   | What If...                         |
| "—"denota um lançamento que não entrou na parada musical. |                                                               |    |    |    |    |    |    |    |    |    |    |    |                                                   |                                    |

### Coletâneas
| 1996                                                                                       | Big Bigger Biggest: Greatest Hits  | — | 2  | — | 4x Platinum (JP) |
| 2000                                                                                       | Deep Cuts: The Best of the Ballads | — | 12 | — | —                |
| 2004                                                                                       | Greatest Hits                      | — | 70 | — | —                |
| 2009                                                                                       | Next Time Around: Best of Mr. Big  | — | 10 | — | —                |
| 2014                                                                                       | The Vrult                          | — | —  | — | —                |
| "—"denota um lançamento que não entrou na parada musical, ou não foi lançado naquele país. |                                    |   |    |   |                  |